# Иденхајм
Иденхајм (њем. Idenheim) општина је у њемачкој савезној држави Рајна-Палатинат. Једно је од 235 општинских средишта округа Ајфелкрајс Битбург-Прим. Према процјени из 2010. у општини је живјело 432 становника. Посједује регионалну шифру (AGS) 7232060.

## Географски и демографски подаци
Иденхајм се налази у савезној држави Рајна-Палатинат у округу Ајфелкрајс Битбург-Прим. Општина се налази на надморској висини од 320 метара. Површина општине износи 7,7 km². У самом мјесту је, према процјени из 2010. године, живјело 432 становника. Просјечна густина становништва износи 56 становника/km².